# Артамонов, Дмитрий Владимирович
Дмитрий Владимирович Артамонов (род. 1 октября 1971, Пенза) — российский ученый в области системного анализа, управления и обработки информации. Доктор технических наук, профессор. Первый проректор Пензенского государственного университета с 2017 года.
Член-корреспондент Академии информатизации образования, Международной Академии наук векторной энергетики, вице-президент Пензенского научного центра Академии информациологии.
Заслуженный работник высшей школы Российской Федерации (2022). Заслуженный работник образования Пензенской области (2021).
Руководитель научно-педагогической школы ПГУ «Моделирование состояния слоистых структур при внешних воздействиях».

## Биография
Родился 1 октября 1971 года в Пензе в семье Владимира Ивановича Артамонова (1946—2003) — советского и российского государственного и партийного деятеля, организатора дорожного строительства.
В 1994 году окончил ПГТУ по специальности «Приборные устройства».
С 1994 по 2000 гг. работал на кафедре «Автономные информационные и управляющие системы» ПГУ в должностях ассистента, старшего преподавателя, доцента.
С 2000 по 2010 гг. исполнял обязанности заместителя декана приборостроительного факультета и факультета систем управления и информационной безопасности ПГУ.
С 2011 по 2014 гг. — директор межотраслевого регионального центра повышения квалификации ПГУ.
С 2014 по 2017 гг. — директор Политехнического института Пензенского государственного университета.
С 1 сентября 2017 года работает первым проректором ФГБОУ ВО «Пензенский государственный университет».

## Научная деятельность
В 1999 г. защитил кандидатскую диссертацию на соискание степени кандидата технических наук по теме «Модели и средства управления системами с переменными параметрами при наличии запаздывания».
В 2004 г. присвоено ученое звание доцент по кафедре «Автономные информационные и управляющие системы» ПГУ.
В 2013 году защитил докторскую диссертацию.
В 2018 году присвоено ученое звание профессора по специальности «Системный анализ, управление и обработка информации».
С 2012 по 2013 гг. прошел обучение в международной школе управления «Сколково» по программе «Новые лидеры высшего образования».
Руководитель научно-педагогической школы ПГУ «Моделирование состояния слоистых структур при внешних воздействиях». В рамках научно-педагогической школы под руководством Д. В. Артамонова поддерживаются тесные научные связи с Московским энергетическим институтом, МВТУ им. Н. Э. Баумана, Пензенским государственным технологическим университетом, Пензенским государственным университетом архитектуры и строительства, Багдадским технологическим университетом (Ирак). Проводятся совместные научные исследования и разработки с научно-исследовательскими институтами и предприятиями: НИИЭМП, НИИФИ, ПО «Старт» им. М. В. Проценко, НПП «Старт-7» и др. Результаты научных исследований внедрены в разработках изделий специального приборостроения, направлены на повышение их качества и надежности в сложных условиях эксплуатации..
Областью научных интересов являются волнообразование в гетерогенных структурах, моделирование систем управления специального назначения.
Некоторые труды:
- Артамонов Д. В., Паличев А. М., Печерская Е. А., Семенов А. Д. Научно-производственная лаборатория «полет»: опыт создания и перспективы развития // В сборнике: Методы, средства и технологии получения и обработки измерительной информации («Шляндинские чтения — 2019»). Материалы XI Международной научно-технической конференции с элементами научной школы и конкурсом научно-исследовательских работ для студентов, аспирантов и молодых ученых / под ред. Е. А. Печерской. Пенза: Изд-во ПГУ, 2019. С. 140—143.
- Артамонов Д. В., Акимов А. А., Литвинов А. Н. Особенности расчета динамических характеристик систем с высокими диссипативными свойствами // Труды международного симпозиума «Надежность и качество». 2018. Т. 1. С. 50-52.
- Zinchenko T., Pecherskaya E., Artamonov D.	The propertirs study of transparent conductive oxides (TCO) of tin dioxide (ATO) doped by antimony obtained by spray pyrolysis // AIMS Materials Science. 2019. Т. 6. № 2. С. 276—287.
- Артамонов Д. В., Семенов А. Д., Костюнин А. В., Куприянов И. В. Анализ спекловой картины для разработки алгоритма автоматической настройки оптических систем // Известия высших учебных заведений. Поволжский регион. Технические науки. 2017. № 2 (42). С. 42-54.
- Печерская Е. А., Савеленок Е. А., Артамонов Д. В. Вовлечение студентов в научно-исследовательскую работу в университете: механизм и оценка эффективности // Инновации. 2017. № 8 (226). С. 96-104.
- Артамонов Д. В., Исупов М. А. Анализ качества гетерогенных структур дорог с применением методов Data Mining // Нейрокомпьютеры: разработка, применение. 2010. № 11. С. 35-38.
- Артамонов Д. В., Смогунов В. В. Математическая модель для оценки собственных частот колебаний гетерогенных структур дорог // Инновации на основе информационных и коммуникационных технологий. 2010. № 1. С. 199—201.

## Награды
- Заслуженный работник высшей школы Российской Федерации (2022)[7];

- звание «Почетный работник системы образования Российской Федерации» (2016);

- нагрудный знак «Ветеран» Министерства науки и высшего образования Российской Федерации (2022)[8];

- Почетное звание «Заслуженный работник образования Пензенской области» (2021)[9];

- Почетная грамота Минобрнауки РФ (2013);

- Почетная грамота Законодательного Собрания Пензенской области (2015);

- Почетная грамота Губернатора Пензенской области (2017);

- Почетный знак Законодательного Собрания Пензенской области (2021)[10];

- памятный знак «За заслуги в развитии г. Пензы» (2013);

- юбилейная медаль «В память 350-летия Пензы» (2013).